# Valerijan
Valerijan je moško osebno ime.

## Izvor imena
Ime Valerijan je različica  osebnega imena Valerij oziroma Valerija.

## Pogostost imena
Po podatkih Statističnega urada Republike Slovenije je bilo na dan 31. decembra 2007 v Sloveniji število moških oseb z imenom Valerijan: 21.

## Osebni praznik
V koledarju je ime  Valerijan zapisano  14. aprila (Valerijan, mučenec) in 27. novembra (Valerijan, škof).